# Pencoyd
Pencoyd – wieś i civil parish w hrabstwie Herefordshire, w Anglii. W 2011 roku civil parish liczyła 342 mieszkańców.